# آبشار ساترلاند
آبشار ساترلاند (به انگلیسی: Sutherland Falls) آبشاری است که در نیوزیلند واقع شده و ارتفاع کلی ریزشگاه آن ۵۸۱ متر است.